# Antônio Brasileiro
Antônio Brasileiro Borges, bekannt als Antônio Brasileiro, (* 15. Juni 1944 in Ruy Barbosa, Bahia) ist ein brasilianischer Schriftsteller, Maler und Bildhauer.
Brasileiro, geboren in Matas do Orobó, wuchs im Sertão baiano auf und lebt seit 1972 in Feira de Santana. Er veröffentlichte seit den 1960er Jahren 25 Bücher, darunter Gedichtbände und Essays. 1999 erhielt er den Grad eines Doktors der Literatur der Universidade Federal de Minas Gerais. 
2008 nahm er an der ersten Bienal Internacional de Poesia de Brasília teil. Seit 2010 ist er Mitglied der Academia de Letras da Bahia, Stuhl 21. Der Komponist Jamary Oliveira vertonte mehrfach seine Texte. 2014 nahm er zusammen mit Juraci Dórea an einer Ausstellung im regionalen Museu de Arte Contemporânea Raimundo de Oliveira in Feira de Santana teil, beide werden der Kunstbewegung der Geração de 70 de artistas plásticos da Bahia zugerechnet.

## Werke
- Caronte, 1995
- Antologia poética, 1996
- A história do gato, Erzählung, 1997
- A estética da sinceridade. Essays
- Pequenos assombros, Gedichte, 2001
- Da inutilidade da poesia, Essay, 2002
- Poemas reunidos, 2005
- Dedal de areia, Gedichte, 2006
- Desta Varanda, Gedichte, 2011
- Memórias Miraculosas de Nestor Quatorze Voltas, Erzählungen, 2013